# الشخطة (الظهار)

تعديل مصدري - تعديل

الشخطة محلة تابعة لقرية ذى جادلة، التابعة لعزلة ثواب الاسفل بمديرية الظهار إحدى مديريات محافظة إب في الجمهورية اليمنية.، بلغ تعداد سكانها 26 حسب تعداد اليمن لعام 2004.